# Alex Fergusson
Alex Fergusson, född 16 december 1952 i Glasgow, är en skotsk musiker som 1977 grundade punkbandet Alternative TV. Fyra år senare, 1981, startade han tillsammans med Genesis P-Orridge och Peter Christopherson gruppen Psychic TV. Efter att ha lämnat gruppen 1987 inledde han en solokarriär.[källa behövs]